# Sword of the Stranger
«Меч чужака» (яп. ストレンヂア 無皇刃譚 Суторэндзя муко:хадан, англ. Sword of the Stranger) — полнометражный аниме-фильм 2007 года в жанре самурайского боевика. Фильм рассказывает о маленьком мальчике, за которым охотятся агенты китайского императора, и о безымянном самурае, взявшем обет не вынимать меч из ножен, который соглашается проводить мальчика до буддистского храма, где тот предполагает найти безопасность.

## Сюжет
Действие происходит в Японии в эпоху сэнгоку. Агенты минского (китайского) императора за крупную сумму золотом получают поддержку князя японской провинции Акаикэ в проведении загадочного даосистского ритуала. Агентов императора немного — но они все умелые воины, к тому же обладающие практически сверхчеловеческой способностью не чувствовать боль, и им нипочем плохо подготовленные самураи и бандиты. Среди минских агентов особенно отличается один европеец — высокий блондин и великий фехтовальщик.
Китайцы и их японские сподвижники охотятся за маленьким сиротой Котаро, который им нужен для проведения ритуала. Котаро со своим верным псом Тобимару пытается добраться до буддистского храма Мангаку где, согласно монаху Сёану, он сможет укрыться от преследования. По пути Котаро встречает бездомного и буквально безымянного самурая-ронина, который дал обет не вынимать меч из ножен. Котаро настигают минский агент и княжеские солдаты. Безымянный решает защитить Котаро. В схватке Безымянный и пес Тобимару расправляются с врагами, но Тобимару получает ранение отравленным ножом. Котаро нанимает Безымянного чтобы тот спас пса и помог Котаро добраться до Мангаку. Котаро, Тобимару и Безымянный уходят от преследования.
Приближается дата ритуала. Ритуал можно совершить только в определенный день и час, а китайским агентам совсем не хочется провести ещё один год на чужбине. Тем временем, японскому князю удается узнать истинную цель китайских агентов и истинное значение и цену Котаро. Князь решает идти на открытый конфликт с людьми минского императора, и предпринимает попытку поймать Котаро для себя.

## Центральные персонажи
Безымянный (яп. 名無し Нанаси) — странствующий самурай (ронин). Великий фехтовальщик, который дал обет больше не обнажать меч, и даже привязал цубу к ножнам. Ему продолжают сниться кошмары о войнах, в которых он участвовал, и о приказах, которые ему приходилось тогда выполнять.
Сэйю: Томоя Нагасэ
Котаро (яп. 仔太郎 Котаро:) — маленький сирота; его главный друг и помощник — пёс Тобимару. До шести лет жил в Китае. Был спасен от рабства настоятелем буддистского храма. За ним охотятся как агенты минского императора, так и люди князя Акаикэ.
Сэйю: Юри Тинэн
Ло Лан (яп. 羅狼 Раро) — единственный европеец среди минских агентов. Высокий голубоглазый блондин, он производит сильное впечатление на японцев. Великий фехтовальщик, который никогда не был ранен в бою. Его мало беспокоят указы императора; его главная цель — найти достойного для себя противника.
Сэйю: Коити Ямадэра
Итадори Сёгэн (яп. 虎杖将藍 Итадори Сё:гэн) — амбициозный военачальник местного князя и давний знакомый Безымянного. Хороший фехтовальщик и отличный копейщик. Хочет добиться власти силой оружия.
Сэйю: Акио Оцука
Бай Луань (яп. 白鸞 Бякуран) — глава группы минских агентов. По указу императора, организовал экспедицию в Японию, строительство огромного даосистского культового сооружения и погоню за Котаро. Но у него есть и свои причины для скорейшей поимки Котаро и проведения ритуала.
Сэйю: Ацуси Ии